# Eberhard Eimler
Eberhard Eimler (* 30. November 1930 in Ulm; † 17. Dezember 2022) war ein deutscher General der Luftwaffe der Bundeswehr, von 1983 bis 1987 Inspekteur der Luftwaffe und von 1987 bis 1990 stellvertretender Supreme Allied Commander Europe der NATO.

## Leben

### Familie und Ausbildung
Eimler wurde 1930 als Sohn des Hauptmanns der Pioniere Robert Eimler, später Generalmajor, geboren. Noch 1944 wurde er in Ostpreußen, wo er aufwuchs, zum Volkssturm eingezogen. 1948 schloss Eimler seine Schulausbildung am Stephaneum Aschersleben (heute Sachsen-Anhalt) mit dem Abitur ab. Anschließend absolvierte er in seiner Geburtsstadt Ulm eine Ausbildung zum Elektroinstallateur. Danach nahm er ein Studium der Elektrotechnik an der TH Stuttgart auf, welches er als Elektroingenieur abschloss. Während des Studiums arbeitete er als Manager der Ulmer Zweigstelle der American Express Company.
1951 heiratete Eimler die aus den Niederlanden stammende Kaufmannstochter Hildegard Ruegner.

### Militärische Laufbahn

#### Ausbildung, erste Verwendungen und Dienst als Stabsoffizier
Im Mai 1956 trat Eimler in den Dienst der Luftwaffe und absolvierte dort eine Pilotenausbildung. Bereits im April 1957 wurde er als Leutnant selbst Fluglehrer an der Flugzeugführerschule „B“ in Fürstenfeldbruck. Dort blieb er bis 1961 und absolvierte 1964 bis 1965 als Hauptmann den 8. Generalstabslehrgang Luftwaffe an der Führungsakademie der Bundeswehr in Hamburg, wo er zum Offizier im Generalstabsdienst ausgebildet wurde. Im Anschluss daran erhielt er die Beförderung zum Major und diente als Stabsoffizier für Einsatz- und Operationsfragen an der Führungsakademie der Bundeswehr.
Ab Sommer 1966 diente Eimler während der „Starfighterkrise“ als Referent im Bonner Bundesministerium der Verteidigung. Wenig später wurde er Adjutant des damaligen Inspekteurs der Luftwaffe Generalleutnant Johannes Steinhoff. Während dieser Zeit erlebte er die Bewältigung der „Starfighterkrise“ und die ersten Planungen für die Kampfflugzeuge Tornado und Alpha Jet mit.
Als Oberstleutnant wurde er am 1. Oktober 1970 Kommandeur der Fliegenden Gruppe des Leichten Kampfgeschwaders 43 in Oldenburg. Ein halbes Jahr später, am 1. April 1971 wurde er Kommodore des Leichten Kampfgeschwaders 42 in Pferdsfeld. Dort erfolgte auch seine Beförderung zum Oberst.
Nach diesen Verwendungen wurde Eimler im August 1973 Abteilungsleiter für „Führung und Einsatz“ im Luftflottenkommando in der Kölner Luftwaffenkaserne Wahn. Während dieser Zeit fiel die Überarbeitung des Luftraum- und Luftkorridorkonzepts der Bundesrepublik Deutschland in seinen Aufgabenbereich. Kurze Zeit später wurde er Referatsleiter für „Flugsicherung und Flugbetrieb“ im Führungsstab der Luftwaffe (FüL).

#### Dienst im Generalsrang
Am 1. April 1976 wurde Eimler zum Brigadegeneral ernannt. Er war der erste General der Bundesluftwaffe, der nicht in der Luftwaffe der Wehrmacht gedient hatte. Bis 1978 war er Stabsabteilungsleiter für „Einsatzführung“ im Führungsstab der Luftwaffe. Ein Jahr später erfolgte mit Übernahme der Dienstgeschäfte als Kommandeur der 2. Luftwaffendivision in Birkenfeld am 1. Juli 1977 seine Ernennung zum Generalmajor. Dieses Kommando hatte er bis zum 28. Februar 1979 inne, als er Stellvertretender Kommandierender General des Luftflottenkommandos in Köln wurde.
Im Folgejahr wurde Eimler am 1. Oktober 1980 zum Generalleutnant ernannt und diente als Stellvertretender Befehlshaber der Alliierten Luftstreitkräfte in Mitteleuropa (AAFCE) unter dem US-General Charles A. Gabriel. Während dieser Zeit lernte er auch die für seine letzte Verwendung wichtige Einschätzung der Stärken und Schwächen der alliierten Verbündeten kennen.
Am 1. April 1983 wurde Generalleutnant Eimler als Nachfolger von Friedrich Obleser Inspekteur der Luftwaffe. Während seiner Amtszeit fiel unter anderem die Grundsatzentscheidung zur Beschaffung des Eurofighters, damals Jäger 90, sowie die Wiederaufstellung der Unteroffizierschule der Luftwaffe.
Generalleutnant Eimler wurde am 1. Oktober 1987 zum General befördert und war damit der 24. Soldat, der den höchsten Dienstgrad der Bundeswehr erreichte. Als Nachfolger von Hans-Joachim Mack wurde er Stellvertreter des Oberbefehlshabers der NATO-Streitkräfte in Europa, US-General John Galvin im Supreme Headquarters Allied Powers Europe in Mons, Belgien. Am 30. September 1990 wurde Eimler nach Erreichen der Altersgrenze in den Ruhestand verabschiedet.

### Nach der Pensionierung
Eimler war als „Einzelpersönlichkeit“ Mitglied des Präsidiums der Deutschen Gesellschaft für Wehrtechnik e. V. Des Weiteren war er Ehrenmitglied des Club-der-Luftfahrt e. V. und kooptiertes Vorstandsmitglied des Freundeskreises Luftwaffe e. V. und engagierte sich als Sponsor für die Konzerte für die Jugend-Fonds.
Eimler verstarb am 17. Dezember 2022 und erhielt am 6. Januar 2023 in Rheinbach ein Begräbnis mit militärischen Ehren.

### Verstrickung in die Amigo-Affäre
Im Rahmen der bayerischen Amigo-Affäre wurde wegen des Verdachts der Bestechung auch gegen Eimler ermittelt. Ebenso wie Max Streibl hatte Eimler weitgehend kostenlosen Urlaub auf der brasilianischen Hazienda des bayerischen Flugzeugindustriellen Burkhart Grob gemacht, dessen Firma, die Burkhart Grob Luft- und Raumfahrt GmbH & Co. KG, später den Zuschlag für die Entwicklung des Flugzeugs Grob G 520 erhielt, in dem das „Luftgestützte abstandsfähige Primär-Aufklärungs-System“ (Lapas) installiert werden sollte. Eimler war eine der Schlüsselfiguren bei den Entscheidungen im Verteidigungsministerium über das Projekt Lapas.

## Ehrungen
- 1982: Verdienstkreuz 1. Klasse der Bundesrepublik Deutschland
- 1988: Großes Verdienstkreuz der Bundesrepublik Deutschland
- 1990: Großes Verdienstkreuz mit Stern der Bundesrepublik Deutschland